# 51-XX
Classificazione delle ricerche matematiche: sezioni di livello 1

00-XX 01 03 05 06 08 | 11 12 13 14 15 16 17 18 19 20 22 | 26 28 30 31 32 33 34 35 37 39 40 41 42 43 44 45 46 47 49 | 
 51 52 53 54 55 57 58 | 60 62 65 68 | 70 74 76 78 | 80 81 82 83 85 86 | 90 91 92 93 94 97-XX
51-XX è la sigla della sezione primaria dello schema di classificazione
MSC dedicata alla geometria.
La pagina attuale presenta la struttura ad albero delle sue sottosezioni secondarie e terziarie.

## 51-XX
geometria
{per la geometria algebrica, vedi 14-XX}
- 51-00 opere di riferimento generale (manuali, dizionari, bibliografie ecc.)
- 51-01 esposizione didattica (libri di testo, articoli tutoriali ecc.)
- 51-02 presentazione di ricerche (monografie, articoli di rassegna)
- 51-03 opere storiche {!va assegnato almeno un altro numero di classificazione della sezione 01-XX}
- 51-04 calcolo automatico esplicito e programmi (non teoria della computazione o della programmazione)
- 51-06 atti, conferenze, collezioni ecc.

## 51Axx
geometria lineare di incidenza
- 51A05 teoria generale e geometrie proiettive
- 51A10 omomorfismo, automorfismo e dualità
- 51A15 strutture con parallelismo
- 51A20 teoremi configurazionali
- 51A25 algebrizzazione [vedi anche 12Kxx, 20N05]
- 51A30 geometrie Desarguesiane e geometrie Pappiane
- 51A35 piani affini non-Desarguesiani e piani proiettivi
- 51A40 piani di traslazione e spreads?espansioni
- 51A45 strutture di incidenza immergibili in geometrie proiettive
- 51A50 geometria polare, spazi simplettici, spazi ortogonali
- 51A99 argomenti diversi dai precedenti, ma in questa sezione

## 51Bxx
geometria non lineare di incidenza
- 51B05 teoria generale
- 51B10 geometrie di Möbius
- 51B15 geometrie di Laguerre
- 51B20 geometrie di Minkowski
- 51B25 geometrie di Lie
- 51B99 argomenti diversi dai precedenti, ma in questa sezione

## 51Cxx
geometrie su un anello (di Hjelmslev, di Barbilian ecc.)
- 51C05 geometrie su un anello (di Hjelmslev, di Barbilian ecc.)
- 51C99 argomenti diversi dai precedenti, ma in questa sezione

## 51Dxx
sistemi di chiusura geometrica
- 51D05 geometrie astratte (di Maeda)
- 51D10 geometrie astratte in cui vale l'assioma dello scambio
- 51D15 geometrie astratte con parallelismo
- 51D20 geometrie combinatorie [vedi anche 05B25, 05B35]
- 51D25 reticoli di sottospazi [vedi anche 05B35]
- 51D30 geometrie continue ed argomenti collegati [vedi anche 06Cxx]
- 51D99 argomenti diversi dai precedenti, ma in questa sezione

## 51Exx
geometrie finite e strutture di incidenza speciali
- 51E05 disegni a blocchi generali [vedi anche 05B05]
- 51E10 sistemi di Steiner
- 51E12 quadrangoli generalizzati, poligoni generalizzati
- 51E14 geometrie parziali finite (generali), reti, estensioni?spreads parziali
- 51E15 piani affini e piani proiettivi
- 51E20 strutture combinatorie in spazi finiti proiettivi [vedi anche 05Bxx]
- 51E21 insiemi bloccanti, ovali, k-archi
- 51E22 codici lineari e calotte in spazi di Galois [vedi anche 94B05]
- 51E23 estensioni?spreads e problemi di impacchettamento
- 51E24 edifici e geometria dei diagrammi
- 51E25 altre geometrie non lineari finite
- 51E26 altre geometrie lineari finite
- 51E30 altre strutture di incidenza finite [vedi anche 05B30]
- 51E99 argomenti diversi dai precedenti, ma in questa sezione

## 51Fxx
geometria metrica
- 51F05 piani assoluti
- 51F10 spazi assoluti
- 51F15 gruppi di riflessione, geometrie di riflessione [vedi anche 20H10, 20H15; per i gruppi di Coxeter, vedi 20F55]
- 51F20 congruenza ed ortogonalità [vedi anche 20H05]
- 51F25 gruppi ortogonali e gruppi unitari [vedi anche 20H05]
- 51F99 argomenti diversi dai precedenti, ma in questa sezione

## 51Gxx
geometrie ordinate (strutture di incidenza ordinate ecc.)
- 51G05 geometrie ordinate (strutture di incidenza ordinate ecc.)
- 51G99 argomenti diversi dai precedenti, ma in questa sezione

## 51Hxx
geometria topologica
- 51H05 teoria generale
- 51H10 strutture di incidenza topologiche lineari
- 51H15 strutture di incidenza topologiche non lineari
- 51H20 geometrie topologiche sulle varietà [vedi anche 57-XX]
- 51H25 geometrie con struttura differenziabile [vedi anche 53Cxx, 53C70]
- 51H30 geometrie con struttura di varietà algebrica [vedi anche 14-XX]
- 51H99 argomenti diversi dai precedenti, ma in questa sezione

## 51Jxx
gruppi di incidenza
- 51J05 teoria generale
- 51J10 gruppi di incidenza proiettivi
- 51J15 spazi cinematici
- 51J20 rappresentazione mediante quasi-corpi e quasi-algebre [vedi anche 12K05, 16Y30]
- 51J99 argomenti diversi dai precedenti, ma in questa sezione

## 51Kxx
geometria della distanza
- 51K05 teoria generale
- 51K10 geometria differenziale sintetica
- 51K99 argomenti diversi dai precedenti, ma in questa sezione

## 51Lxx
strutture geometriche d'ordine
[vedi anche 53C75]
- 51L05 geometria degli ordini delle curve non differenziabili
- 51L10 curve direttamente differenziabili
- 51L15 teoremi di n-vertici ottenuti mediante metodi diretti
- 51L20 geometria degli ordini delle superfici
- 51L99 argomenti diversi dai precedenti, ma in questa sezione

## 51Mxx
geometria reale e geometria complessa
- 51M04 problemi elementari nelle geometrie Euclidee
- 51M05 geometrie Euclidee (generali) e generalizzazioni
- 51M09 problemi elementari nelle geometrie iperboliche e nelle geometrie ellittiche
- 51M10 geometrie iperboliche e geometrie ellittiche (generali) e generalizzazioni
- 51M15 costruzioni geometriche
- 51M16 disuguaglianze e problemi di estremo {per problemi convessi vedi 52A40}
- 51M20 poliedri e politopi; figure regolari, divisione degli spazi [vedi anche 51F15]
- 51M25 lunghezza, area e volume [vedi anche 26B15]
- 51M30 geometrie della linea e loro generalizzazioni [vedi anche 53A25]
- 51M35 trattamento sintetico delle varietà fondamentali nelle geometrie proiettive (grassmanniane, veronesiane e loro generalizzazioni) [vedi anche 14M15]
- 51M99 argomenti diversi dai precedenti, ma in questa sezione

## 51Nxx
geometria analitica e geometria descrittiva
- 51N05 geometria descrittiva [vedi anche 65D17, 68U07]
- 51N10 geometria analitica affine
- 51N15 geometria analitica proiettiva
- 51N20 geometria analitica Euclidea
- 51N25 geometria analitica con altri gruppi di trasformazioni
- 51N30 geometria dei gruppi classici [vedi anche 20Gxx, 14L35]
- 51N35 questioni di geometria algebrica classica [vedi anche 14Nxx]
- 51N99 argomenti diversi dai precedenti, ma in questa sezione

## 51Pxx
- 51P05 geometria e fisica {!dovrebbe essere assegnato anche almeno un altro numero di classificazione dalle sezioni 70-XX, 74-XX, 76-XX, 78-XX, 80-XX, 81-XX, 82-XX, 83-XX, 85-XX, 86-XX}
- 51P99 argomenti diversi dai precedenti, ma in questa sezione